# 海倫·凱勒日
海倫·凱勒日（英語：Helen Keller Day）是每年6月27日慶祝海倫·凱勒誕辰的紀念日。2006年，美國總統以及一些國際組織，特別是那些幫助盲人和聾人的組織，宣佈設立這個節日。這個節日因其時裝秀而知名，時裝秀在每年的6月27日舉行，目的是為了籌款。

## 歷史
1980年3月27日，紐澤西州紐華克市長利奧·P·卡林（Leo P. Carlin）首次宣布該節日。1960年6月7日，時任馬里蘭州安納波利斯市長亞瑟·G·艾靈頓（Arthur G. Ellington）宣布凱勒80歲生日。1980年6月19日，吉米·卡特總統發布第4767號公告，以紀念海倫·凱勒及其成就。
除了公告之外，私人組織也慶祝這一節日。自1971年起，國際獅子會宣布每年的6月1日為節日，以紀念凱勒於1925年6月30日發表的演講，提高人們對美國盲人基金會的認識。國際上一般透過盲人協會和其他幫助殘疾人的國際組織來紀念這一天。每年的6月27日，賓夕法尼亞州拉克瓦納縣都會舉辦一年一度的時裝秀作為籌款活動。

## 起源
海倫·亞當斯·凱勒（英語：Helen Adams Keller，1880年6月27日—1968年6月1日）是一名美國作家、政治活動家和演講家。她是第一位獲得文學學士學位的聾盲人
。凱勒的老師安·沙利文打破了凱勒幾乎完全不懂語言所帶來的孤獨感，讓這個女孩在學習交流的過程中茁壯成長的故事，透過1959年的戲劇和1962年的電影《熱淚心聲》的戲劇性描述而廣為人知。她的出生地阿拉巴馬州塔斯坎比亞現在是一座博物館，每年舉辦「海倫·凱勒日」活動。美國賓州將6月27日海倫·凱勒的生日定為海倫·凱勒日。1980年，吉米·卡特總統在海倫凱勒誕辰100週年之際宣布將這一天定為海倫·凱勒日。